# Заславский, Денис Владимирович
Денис Владимирович Заславский (Denis Zaslavsky, род. 1967) — советский и российский работник здравоохранения, Заслуженный врач Российской Федерации, профессор, доктор медицинских наук,  главный специалист по дерматовенерологии и косметологии Министерства здравоохранения Российской Федерации в Северо-Западном федеральном округе РФ.
Заведующий кафедрой дерматовенерологии Санкт-Петербургского государственного педиатрического медицинского университета, первой в мире кафедры детской дерматовенерологии, основанной в 1930 году как «Кафедра клиники и профилактики венеризма раннего детства».  .Таким образом кафедру дерматовенерологии Санкт-Петербургского государственного педиатрического медицинского университета можно считать колыбелью мировой детской дерматологии, лежащей в основе Санкт-Петербургской и Ленинградской школ заболеваний кожи у детей.

## Биография
С 1986 по 1988 год — служил в Воздушно-Десантных войсках, гвардии сержант десантно-штурмовой бригады.
В 1995 году окончил с отличием Ленинградский педиатрический медицинский институт, в 1997 году — клиническую ординатуру по специальности дерматовенерология. В 1999 году досрочно защитил кандидатскую диссертацию на тему «Медико-социальное исследование заболеваний кожи у детей и научное обоснование деятельности специализированной детской дерматологической службы».
С 2002 года доцент кафедры дерматовенерологии, в 2008 году защитил докторскую диссертацию в Военно-медицинской Академии им. С. М. Кирова на тему «Инфекции, передающиеся преимущественно половым путем как медико-социальная, клиническая и организационная проблема регионального здравоохранения : на примере Ленинградской области» и с 2009 года профессор кафедры дерматовенерологии в Санкт-Петербургском государственном педиатрическом медицинском университете, руководитель профессиональной переподготовки врачей по специальности «косметология», член правления Санкт-Петербургского научного общества дерматовенерологов им. В. М. Тарновского. В 2025 году выбран заведующим кафедрой дерматовенерологии Санкт-Петербургского государственного педиатрического медицинского университета. Член Дома ученых им. М. Горького Российской Академии Наук.
В 2011 году — с отличием окончил Российскую академию государственной службы при Президенте РФ (РАНХиГС) в г. Москве. Специальность — государственное и муниципальное управление.
Подготовил плеяду молодых дерматовенерологов и косметологов, являясь руководителем Студенческого научного общества по дерматовенерологии с 2002 года. Под руководством и при научном консультировании профессора Заславского Д. В. защищено 9 кандидатских и 1 докторская диссертация.
Проходил стажировку в ведущих дерматологических клиниках Франции и Германии. Сфера научных интересов Д. В. Заславского в дерматовенерологии достаточна обширна, однако главными являются фундаментальные проблемы физиологии кожи, расшифровка патогенеза эритродермии, выявление диагностических критериев базально-клеточного рака кожи.
Индекс Хирша по РИНЦ — 26. Индекс в Google Scholar: i10-индекс — 55, h-индекс — 26. Индекс в Scopus - 5.
Имеет самый высокий показатель цитирования по детской дерматологии в Google Scholar (Академии Google ) - 2393. 
Заславским и его научной школой создана новая глава клинической дерматологии — дерматоонкопатология. Важной вехой развития этого направления явилось издание первого в мире руководства по дерматоонкопатологии на русском и английском языках.
К числу наиболее существенных научных результатов Д. В. Заславского и его учеников следует отнести открытие молекулярно-генетических нарушений межклеточных щелевых контактов у больных с эритродермиями, обнаружение мутаций в кодирующей области генов и оценка уровня ионов Ca2+ в плазме периферической крови среди пациентов с различными формами болезней кожи. Все это позволило по-новому взглянуть на патогенез дерматозов и предложить новые терапевтические схемы лечения. Д. В. Заславским с А. А. Сыдиковым впервые описан способ дифференциальный диагностики лихеноидной реакции кожи и красного плоского лишая, что повысило выявляемость заболевания.
Д. В. Заславский описал симптом «барабана», выявляемый при легком поколачивании петлей по дну шанкра или эрозивной первичной сифиломе во время взятия мазка на бледную трепонему, подтверждающий наличие инфильтра в основании премьер-эффекта. Опубликовал костно-болевой симптом, как вариант реакции обострения на начало лечения сифилиса, проявляющийся болью в области максимального количества Тreponema pallidum: в первичной сифиломе, в региональных лимфатических узлах и в местах свежих переломов.
Впервые охарактеризовал overlap-синдром Заславского: одновременного сочетания у одного пациента псориаза, атопического и себорейного дерматита, протекающих в легкой степени на фоне ксеродермии.
Предложил синдром псориатического (псориазиформного дерматита). Профессор Д.В. Заславский предлагает, что псориатический дерматит и токсикодермия по типу болезни Девержи — это на самом деле не отдельные заболевания, а скорее группа высыпаний, синдром по типу токсидермии, который развивается в детском возрасте при вирусной или бактериальной инфекции. Сложность диагностики в том, что в ряде случаев дифференциальная диагностика затруднительна даже после патогистологического и дерматоскопического исследований, а пальпаторно папулы очень плоские, симптом ощущения прикосновения к терке сомнителен. Терапия эксювантибус (ex juvantibus, от лат. ex — исходя из, juvanus — помогающий) противовирусными и антибактериальными препаратами приводит к регрессу клинических симптомов, включая остроконечные роговые папулы, отрубевидное шелушение, эритему и ладонно-подошвенный кератоз желтоватого цвета («роговые сандали»).
Первый в мире разработал и применил методику мезотерапии и плацентотерапии при алопеции  Сформировал научно-практическое направление по изучению вопросов физиологии кожи и лечения витилиго. Разработал увлажняющий крем-гель Ла-Кри атодерм для наружной поддерживающей терапии и профилактики обострений атопического дерматита, обеспечивающий восстановление поврежденного гидролипидного слоя эпидермиса.

Неоднократно выступал в качестве приглашенного спикера с докладами и лекциями на мировых, европейских и российских конгрессах и съездах по актуальным вопросам детской и взрослой дерматовенерологии. 

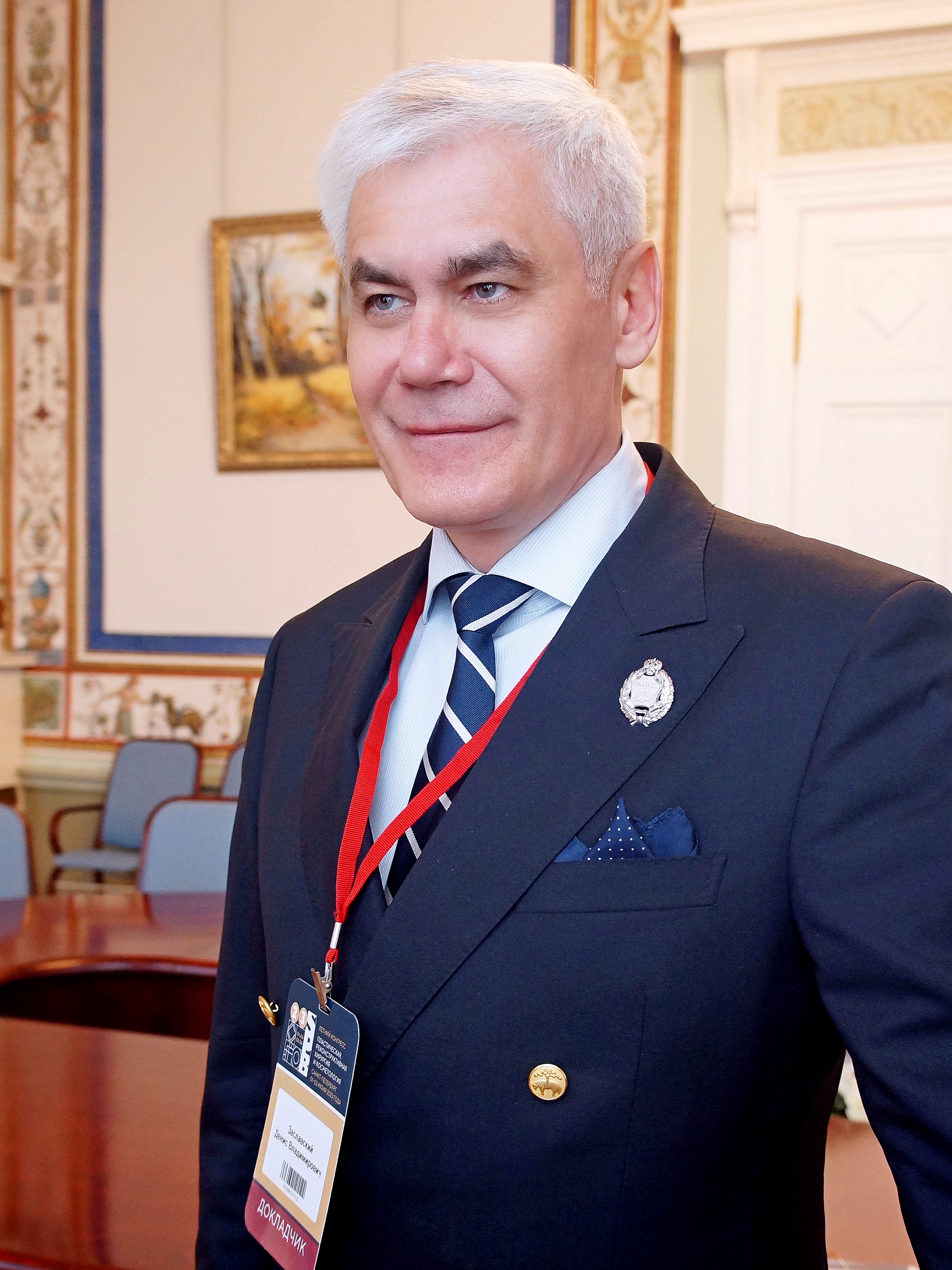
Профессор Заславский Денис Владимирович в Таврическом дворце Санкт-Петербурга на летнем конгрессе «Пластическая, реконструктивная хирургия и косметология» в 2023 году.

В ноябре 2019 года Заславский был выдвинут кандидатом на звание члена-корреспондента Российской академии наук по специальности «дерматовенерология», однако выборы членов отделения медицинских наук РАН по 9 вакансиям (1 академик, 8 член-корреспондентов) не состоялись. В это число вошла вакансия по специальности «дерматовенерология».
Имеет 19 патентов на изобретения. Врач дерматовенеролог высшей категории.
Является с 2019 года главным редактором международного научно-практического журнала «Дерматовенерология Косметология», с 2012 года научным редактором и членом редакционной коллегии научно-практического, индексированного в SCOPUS журнала «Вестник дерматологии и венерологии».
Член Российского общества дерматовенерологов и косметологов.

## Заслуги
В конце декабря 2022 года Указом Президента Российской Федерации присвоено звание Заслуженный врач Российской Федерации 
Награждён Почетной Грамотой Администрации Президента Российской Федерации, Почетной Грамотой Министерства Здравоохранения Российской Федерации, благодарностью Комитета Государственной Думы Федерального собрания Российской Федерации по охране здоровья, нагрудным знаком Минздрава РФ «Отличник здравоохранения»,  За особые заслуги в развитии Омской области награждён медалью Сергея Иосифовича Манякина.
Член профильной комиссии Министерства здравоохранения Российской Федерации по специальностям «дерматовенерология» и «косметология».
Избран Членом Европейской Академии Дерматологии и Венерологии (EADV) в 2005 году. Член Европейского общества истории дерматологии и венерологии (ESHDV). Преданность истории дерматологии принесла ему многочисленные престижные награды и почетное членство в профессиональных обществах по всему миру, что подчеркивает его влияние и наследие в этой области. В 2007 году в Вене получил премию Michael Hornstein за изучение эпидемиологии сифилиса.
Член Совета директоров Европейской Академии Дерматологии и Венерологии (EADV) от России.
Является одним из ведущих детских дерматологов России; он признанный ученый, клиницист и педагог.
Соавтор первого в России руководства для врачей по неонатальной дерматологии 2016 года  и фундаментального руководства по детской дерматологии 2022 года. 
Избран Почетным Член-корреспондентом Французского дерматологического общества (SFD) и Итальянской ассоциации дерматологов и венерологов (ADOI).
Является Почетным членом национальных обществ по дерматовенерологии Республики Беларусь, Республики Казахстан, Республики Армения, Балтийской ассоциации дерматовенерологов (BADV), Московского общества дерматовенерологов и косметологов им. А. И. Поспелова, почетным профессором ассоциации дерматоонкопатологов, дерматоскопистов и косметологов Республики Узбекистан.
В 2023 году предоставлено право на ношение Знака Почетного члена Национальной Академии микологии за ощутимый вклад в содействие развитию микологии 
Награждён почётным серебряным и бронзовым знаком Европейской Академии Дерматологии и Венерологии.https://eadv.org/
Удостоен в 2023 году звания «Отличник здравоохранения Республики Узбекистан».
Лауреат и автор наградной медали им. В. М. Тарновского, вручаемой Санкт-Петербургским отделением Российского общества дерматовенерологов и косметологов за вклад в развитие отечественной и мировой дерматовенерологии.Тарновский, Вениамин Михайлович 

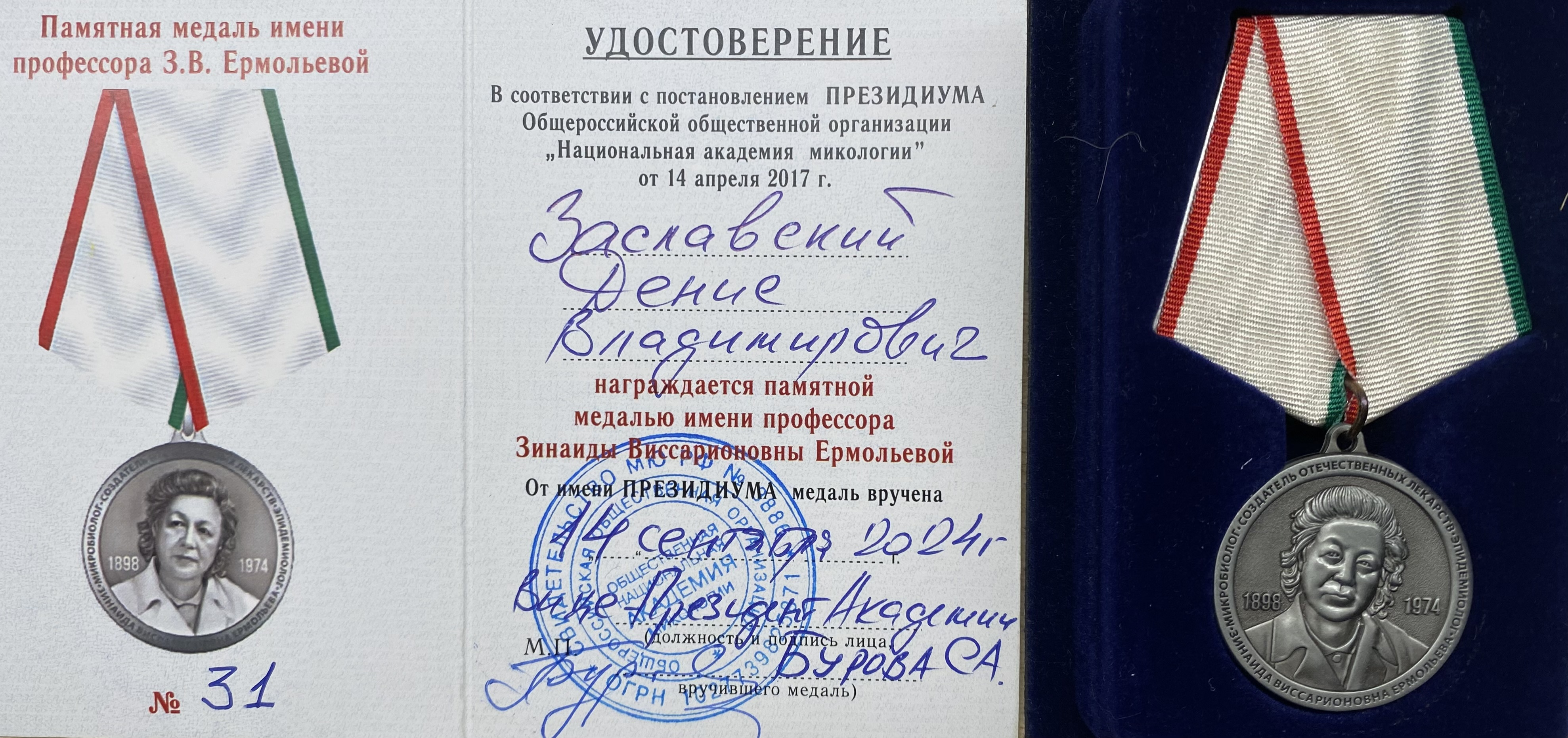

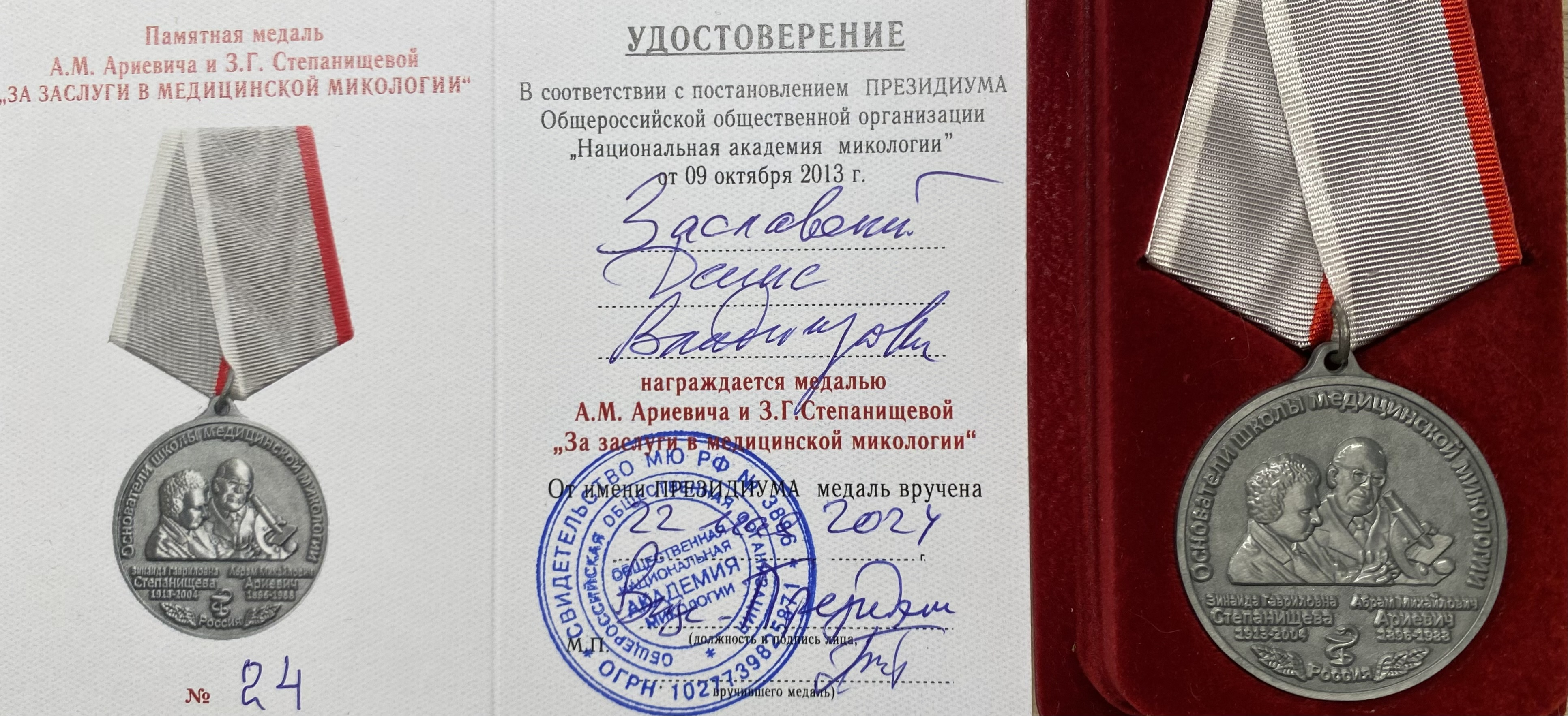

Исследования в области клинической микологии оценены в 2024 году профессиональной наградой – медалью им. А.М. Ариевича и З.Г. Степанищевой "За заслуги в медицинской микологии" (Ob merita in mycologia medica) и медалью им. З.В. Ермольевой ( Famae etiam jactura fagienda est pro patria) за разработку и внедрение отечественных дерматологических препаратов. 

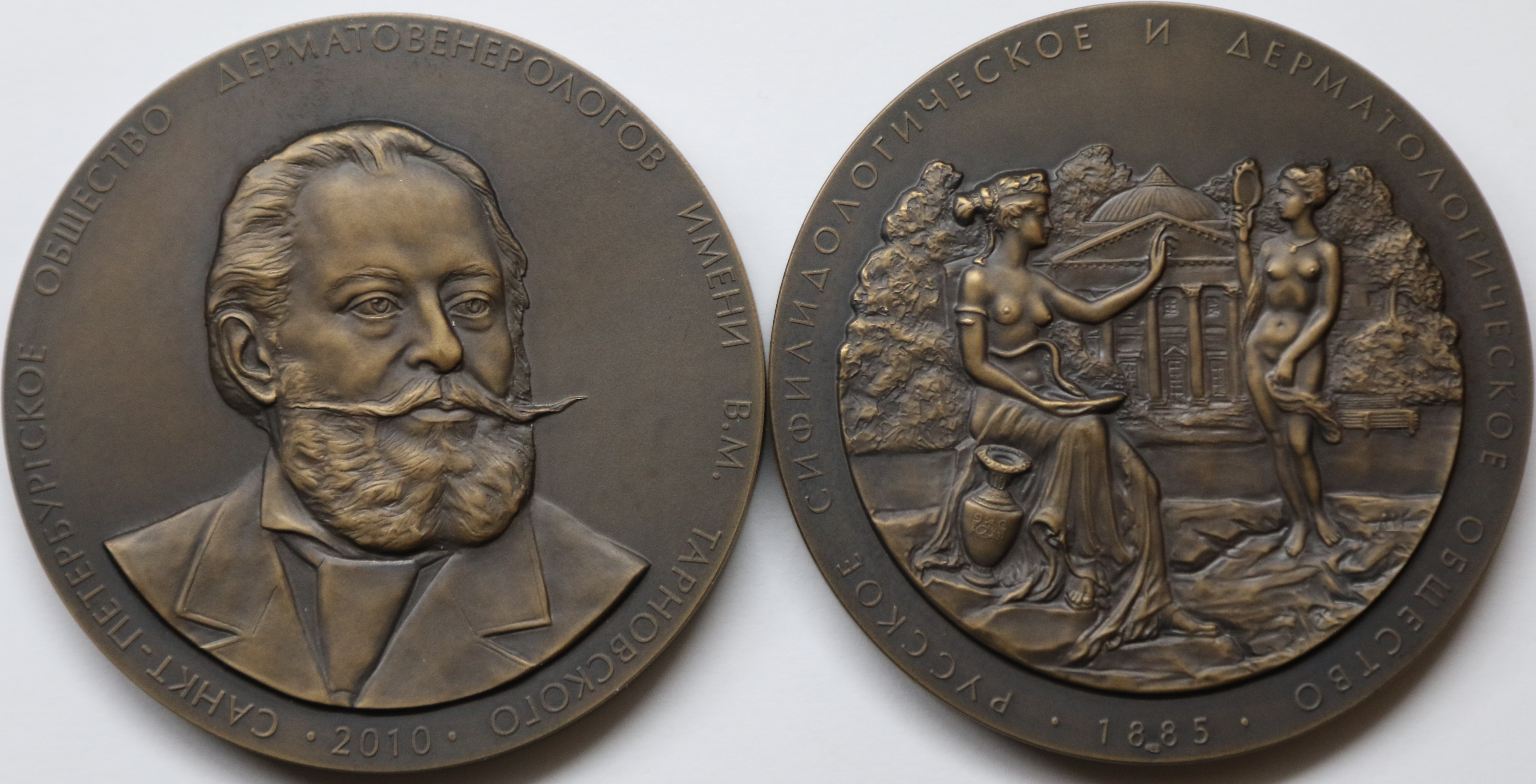
Тарновский Вениамин Михайлович, наградная медаль Санкт-Петербургского отделения Российского общества дерматовенерологов и косметологов. Скульптор Шамаев А. Ф, автор и дизайнер медали профессор Заславский Д. В. СПб., Монетный Двор. 2010 г., бронза, ручное патирование, 70 мм. Тираж 100 шт.

Обладатель юбилейной медали к двадцатилетию основания Национальной Академии микологии за публикации по истории микологии.
Сопрезидент Ассамблеи эстетической медицины и трихологии.
Амбассадор Санкт-Петербурга по медицине и науке.
Д. В. Заславский является автором и соавтором более 450 печатных работ, в числе которых два учебника по детской дерматовенерологии, рекомендованные Министерством образования и науки РФ и федеральным государственным автономным учреждением «Федеральный институт развития образования» в качестве учебника для использования в учебном процессе образовательных организаций, реализующих программы высшего образования по специальности 31.05.02 «Педиатрия», 31.05.01 «Лечебное дело» ; учебное пособие, входящее в учебно-методический комплекс, предназначенный для использования в преподавании дерматовенерологии для студентов всех факультетов медицинских вузов.
Основные научные труды изложены в 29 монографиях и иллюстрированных практических руководствах для врачей, клинических и методических рекомендациях, статьях, пособиях, ряде историко-медицинских изысканий о профессоре Тарновском В. М. и истории Российской и мировой дерматовенерологии.
Научный редактор и автор фундаментального отечественного руководства для врачей по венерическим болезням.
Им созданы  авторские проекты по дерматовенерологии — онлайн-школа детской дерматологии профессора Заславского. и топографическая дерматология и косметология .https://dermatologyconf.ru/
Внес научный и клинический вклад как редактор разделов по дерматологии в переводе на русский язык  21-го издания фундаментального руководства "Педиатрия по Нельсону" 2023 года, Консультант за 5 минут. Базовая педиатрия., Консультант за 5 минут. Неотложная педиатрия.
Он является автором глав по дерматовенерологии в фундаментальном отечественном руководстве для врачей по педиатрии , руководстве по детской и подростковой гинекологии , национальных руководствах по гериатрии  и общей врачебной практике.
Принимал участие как член экспертной группы по разработке и актуализации Федеральных клинических рекомендаций РОДВК, в создании более 30 федеральных клинических рекомендаций по лечению акне, атопического дерматита, экземе, сифилиса, себорейного дерматита, контагиозного моллюска, контактного дерматита, ИППП, многоформной экссудативной эритеме, синдрому Стивена-Джонсона, васкулитах кожи, пеленочному дерматиту, опоясывающему герпесу.
Участвовал в разработке типовой программы дополнительного профессионального образования по специальности «Косметология» Министерства здравоохранения Российской Федерации.
- Траектория кожи. От физиологии до патологии. Пособие для врачей под ред. Заславского Д.В., Геппе Н.А., Ревякиной В.А., Таганова А.В. Москва, 2025. 200 с.
- Дерматозы лица. Иллюстрированное руководство для врачей. Сер. Топографическая дерматология и косметология. Под редакцией профессора Д.В. Заславского. / Заславский Д.В.,  Сыдиков А.А., Таганов А.В., Смирнова И.О., Садыков А.И., Заславская Е.Д., Соколовская Ю.А., Козлова Д.В./ ИГ ГЭОТАР- Медиа. Москва, 2025.- 560 c.
- Крапивница у детей. Клиника, диагностика, лечение. Под ред. А.В. Кудрявцевой, Д.В. Заславского, И.С. Коростелевой./ ИГ ГЭОТАР- Медиа. Москва, 2025.- 136 c.
- Атопический дерматит. Междисциплинарный подход к диагностике и лечению. Руководство для врачей. Под редакцией профессора Д.В. Заславского, члена-корреспондента РАН О.А. Свитич, профессора А.А. Кудрявцевой /Баринова А.Н., Гележе К.А., Замятина Ю.Е., Заславский Д.В., Коростелева И.С., Кудрявцева А.В., Листопадова А.П., Новикова В.П., Свитич О.А., Смирнова И.О., Соболева В.А., Сыдиков А.А., Флуер Ф.С./  Руководство для врачей. ИГ ГЭОТАР- Медиа. Москва, 2024.- 288 c. *
- Патоморфология кожи от азбуки до совершенства по Чупрову И.Н. Сыдиков А.А., Заславский Д.В., Насыров Р.А. Фергана. 2023. 224 c.
- Illustrated textbook of dermatooncopathology. Sydikov A.A., Zaslavsky D.V., Nasyrov R.A. LAP Lambert Academic Publishing. 2022. 360 p.
- Детская дерматология. Руководство для врачей. Горланов И. А., Леина Л. М., Милявская И. Р., Заславский Д. В. ГЭОТАР- Медиа. Москва, 2022.- 676 с.
- Дерматоонкопатология. Чупров И. Н., Сыдиков А. А., Заславский Д. В., Насыров Р. А. Иллюстрированное руководство для врачей /ИГ ГЭОТАР-Медиа. Москва, 2021.- 528 с.
- Экзантемы у детей. Тимченко В. Н., Заславский Д. В., Хмилевская С. А., и др. Фотоиллюстрированный справочник по диагностике и лечению / "Издательство «СпецЛит» Санкт-Петербург, 2021.-255 с.
- Венерические болезни и дерматозы аногенитальной области. Иллюстрированное руководство./ Заславский Д. В., Сыдиков А. А., Иванов А. М., Насыров Р. А. Под редакцией профессора Д. В. Заславского.: ИГ ГЭОТАР-Медиа. Москва, 2020-.640 c.
- Поражения кожи при болезнях внутренних органов. Иллюстрированное руководство./ Заславский Д. В., Сыдиков А. А., Охлопков В. А., Насыров Р. А.; Под редакцией профессора Д. В. Заславского. ИГ ГЭОТАР-Медиа. Москва, 2020-.352 c.
- Dermatovenerologija. Rubins A., Rubins S., Markovs Ju., Adaškevičs U., Berzina K., Boss Ja.D., Buinauskaite E., Kum Vahs R.Č., Čigorevska L., Džans D., Etlers K., Galdava G., Gūtmane R., Hašimoto K., Hu Č.H., Jakobsone I., Kituašvili T., Kobakidze J., Kols P., Kornilova J.,Zaslavskis D.V. et al. Riga, 2020. 592 p. (2 papildinatais izdevums)
- Клиническая дерматология. Иллюстрированное руководство./ Родионов А. Н.,Заславский Д. В., Сыдиков А. А. Под редакцией профессора А. Н. Родионова. М.:ИГ ГЭОТАР- Медиа. 2019-.712 c.
- Дерматология: иллюстрированное руководство клинической диагностики по профессору Родионову А. Н. / Родионов А. Н., Заславский Д. В.,Сыдиков А. А. Под редакцией профессора А. Н. Родионова. М.: Граница. 2018.- 944 c.
- Экзематозные (спонгиотические дерматозы). Иллюстрированное руководство для врачей./ Родионов А. Н., Заславский Д. В.,Сыдиков А. А. М.: Фармтек.. 2018.- 191 c.
- Детская дерматовенерология: Учебник / Горланов И. А., Заславский Д. В., Милявская И. Р., Леина Л. М., Оловянишников О. В.,Куликова С. Ю. М.: ИГ ГЭОТАР- Медиа. Москва, 2017-.512 с.
- Болезни кожи новорожденных и грудных детей. Руководство для врачей /Горланов И. А., Леина Л. М., Милявская И. Р., Заславский Д. В. СПб.: Фолиант. 2016.-208 с.
- Клиническая хрестоматия по детской дерматологии: Учебное пособие / Кочергин Н. Г., Горланов И. А., Заславский Д. В., Олисова О. Ю., Леина Л. М., Милявская И. Р. М.:Практическая медицина 2016.-127 с.
- Федеральные клинические рекомендации. Дерматовенерология. Болезни кожи. Инфекции, передаваемые половым путем. Российское общество дерматовенерологов и косметологов. М.:Деловой экспресс.2016.-768 с.
- Патоморфология и клиника меланомы кожи: Учебное пособие / Чупров И. Н., Заславский Д. В., Агаев Р. А., Сыдиков А. А., Под редакцией Хмельницкой Н. М. СПб.: 2016.-70 с.
- Диффузные болезни соединительной ткани./ Родионов А. Н., Заславский Д. В., Чупров И. Н., Насыров Р. А. и др. 2015.-160 с.
- Дерматопатология воспалительных заболеваний кожи./ Родионов А. Н., Заславский Д. В., Чупров И. Н., Насыров Р. А. и др. 2014.208 с.
- Федеральные клинические рекомендации по дерматовенерологии (Национальные клинические рекомендации) Российское общество дерматовенерологов и косметологов. Москва-2013
- Детская дерматовенерология: Учебник / Горланов И. А., Заславский Д. В., Милявская И. Р., Леина Л. М., Оловянишников О. В.,Куликова С. Ю. М.: Академия. 2012.- 351 с.
- Ведение больных с ИППП и урогенитальными инфекциями (клинические рекомендации). Под редакцией Кубановой А. А. Москва. ДЭКС-ПРЕСС. 2012. 112 c.
- Атопический дерматит (клинические рекомендации). Под редакцией Кубановой А. А. Москва. ДЭКС-ПРЕСС. 2010. 40 c.
- Акне (клинические рекомендации). Под редакцией Кубановой А. А. Москва. ДЭКС-ПРЕСС. 2010. 28 c.
- Опоясывающий герпес (клинические рекомендации). Под редакцией Кубановой А. А. Москва. ДЭКС-ПРЕСС. 2010. 24 c.
- Инфекции, передающиеся преимущественно половым путем, в Ленинградской области: прошлое, настоящее, будущее. Юрьев В.К., Заславский Д.В., Никифоров Б.Н. Санкт-Петербург, 2008. 159 c.
- Репродуктивный потенциал мальчиков - будущих отцов. Юрьев В.К., Кожуховская Т.Ю., Куценко Г.И., Заславский Д.В.  Санкт-Петербург, 2000.170 c.
- Медико-социальные и организационные проблемы заболеваний кожи и подкожной клетчатки у детей. Юрьев В.К., Горланов И.А., Заславский Д.В. Санкт-Петербург, 1999. 112 c.

## Награды
- Заслуженный врач Российской Федерации (30 декабря 2022 года) — за заслуги в области здравоохранения и многолетнюю добросовестную работу[32]